# Italtrans
La Italtrans Trasporti e Sistemi Logistici, abbreviata in Italtrans, è una compagnia di trasporti che offre trasporto internazionale di merci e contratti logistici.
La società è stata fondata nel 1985 a Calcinate, in provincia di Bergamo.

## Storia
Nel 1985 viene fondata la Italtrans s.r.l. con sede a Calcinate ed un solo mezzo di proprietà.
L'anno successivo i mezzi salgono già a dieci e viene effettuato il primo trasporto a temperatura controllata.
Nel 1997 i mezzi di trasporto salgono a 100 e l'azienda viene certificata ISO 9001.
Due anni più tardi Italtrans passa da s.r.l. a s.p.a. e aumenta ancora il numero della flotta.
Nel 2000 inizia l'attività logistica.
Nel 2018 avviene l'acquisizione di Mazzocco, corriere refrigerato nazionale, e viene aperto il nuovo centro logistico con sede a Calcio, la flotta aumenta ulteriormente raggiungendo gli 800 mezzi a disposizione.

## Impegni sportivi
L'azienda è proprietaria di una squadra motociclistica che partecipa alla classe Moto2 del Motomondiale: l'Italtrans Racing Team.